# Ferdinand Michel
Ferdinand „Ferdl“ Michel (* 1959 in Würzburg) ist ein deutscher Basketballtrainer und ehemaliger -spieler.

## Laufbahn
Michel wechselte als Basketballspieler 1979 vom Zweitligisten TG Würzburg zum USC Bayreuth in die Basketball-Bundesliga. Mit Bayreuth war er auch im europäischen Vereinswettbewerb Korać-Cup vertreten. In der Saison 1980/81 spielte er für den Zweitligisten Aschaffenburg und ab 1981 für die DJK Würzburg, mit der er in die 2. Basketball-Bundesliga aufstieg. Er war ab 1989 Trainer der Zweitliga-Damen der DJK Würzburg, von 1994 bis 1996 trainierte er dann die Damen der DJK Bamberg in der Bundesliga. In Würzburg leitete der studierte Betriebswirt und ab 1993 hauptberuflich als EDV-Trainer und -dozent tätige Michel als Trainer in den folgenden Jahren zahlreiche Jugend-, Damen- und Herrenmannschaften an, darunter 2009/10 die U19-Mannschaft der Würzburg Baskets in der Nachwuchs-Basketball-Bundesliga (NBBL). 2013 übernahm er gemeinsam mit seiner Ehefrau Janet Fowler-Michel als Trainergespann die Leitung der Zweitliga-Damen der TG Würzburg: Fowler-Michel als Cheftrainerin und Michel als Assistenztrainer. Zudem wurde er bei der TG Würzburg ab September 2014 Leiter der Basketballabteilung. Mit seiner Frau Janet hat er zwei Kinder.
Beim Bezirk Unterfranken des Bayerischen Basketball Verbandes engagierte sich Michel als Mitglied des Jugendausschusses sowie als Trainerreferent. Im Juni 2021 wurde er ebenfalls Geschäftsführer der Arbeitsgemeinschaft 2. DBBL e.V., nachdem er bereits seit Januar desselben Jahres kommissarisch im Amt war.